# 기윤주
기윤주(1982년 9월 14일 ~ )는 2002년 제46회 미스코리아 미(美)이다.

## 프로필
- 출생 : 1982년 9월 14일
- 신체 : 173 cm, 54 kg, 90-64-91
- 학력 : 대진대학교 한국무용과
- 취미 : 포켓볼, 편지쓰기
- 특기 : 무용, 재즈댄스
- 수상 : 2002년 미스코리아 미(美), 2002년 미스코리아 서울 선(善)
- 경력 : 2002년 한국프로축구연맹 홍보대사, 2005년 일간스포츠 최승 댄스 다이어트 100일 작전 연재